# 静岡県道139号原木沼津線
静岡県道139号原木沼津線（しずおかけんどう139ごう ばらきぬまづせん）は、静岡県伊豆の国市原木から同県沼津市に至る一般県道である。

## 概要

### 路線データ
- 起点 : 伊豆の国市原木 国道136号交点
- 終点 : 沼津市本字通横町 静岡県道159号沼津港線交点

## 路線状況
2012年4月15日にバイパス（清水町徳倉 - 沼津市大平）約1.5kmが開通した。

### 通称
- 御成橋通り（沼津市）

### その他
- 清水町徳倉から函南町日守にかけてすれ違いが困難な箇所があるため大型車両の通行が禁止されている。
- 大平地区のすれ違い困難箇所を解消すべく道路拡幅工事が行われている。
- 沼津登山東海バスの沼津駅 - 大平系統の路線はこの道路を通行する。
- 平日の夕方、清水町方面は大渋滞が起きることがある。

## 地理

### 通過する自治体
- 静岡県
伊豆の国市 - 田方郡函南町 - 沼津市 - 駿東郡清水町 - 沼津市

### 交差する道路
- 国道136号
- 静岡県道129号韮山伊豆長岡修善寺線
- 静岡県道140号三島静浦港線（重複区間）
- 静岡県道144号下土狩徳倉沼津港線（重複区間）
- 国道414号
- 静岡県道159号沼津港線